# Arthur Unger
Arthur Pierre (Arthur) Unger (Luxemburg-Stad, 11 juli 1932 - 29 december 2024) was een Luxemburgs beeldhouwer en kunstschilder.

## Leven en werk
Arthur Unger groeide op in Itzig, als oudste van zeven broers en zussen. Op het Lycée de garçons de Luxembourg raakte hij geïnteresseerd in kunstgeschiedenis. Na zijn militaire dienst bezocht hij de koloniale school in Brussel en was van 1956 tot 1960 koloniaal ambtenaar in Belgisch-Congo, waar hij leefde tussen de Lunda- en Baluba-stammen. In 1960 trok hij naar Parijs en trad in dienst bij het bestuur van de NAVO. In 1968 keerde hij naar het groothertogdom terug.
Als kunstenaar werkte Unger aanvankelijk met inkt en gouache op papier. In 1970 liet hij de traditionele schilderkunst achter zich ontwikkelde hij de techniek van pyrochemiogrammen. Door middel van elektrolyse produceerde hij dunne koperplaten, waarop hij met behulp van een brander, voorstellingen aanbracht die werden beïnvloed door de Aziatische kalligrafie. Hij won voor zijn werk, ex aequo met Roger Dornseiffer en Édouard-Marie Weber, de Prix Grand-Duc Adolphe 1971, de prijs werd uitgereikt door prinses Marie Astrid van Luxemburg. Naast zijn koperwerk maakte Unger sculpturen geïnspireerd op de Afrikaanse cultuur.

## Onderscheidingen (selectie)
- 1971 Prix Grand-Duc Adolphe